# Bunte Deutsche Edelziege
La Bunte Deutsche Edelziege est une race caprine originaire d'Allemagne. Elle fait partie de la population caprine alpine. Son nom peut être abrégé en BDE.

## Origine
C'est une race récente issue en 1928 du métissage de Schwarzwaldziege, Frankenziege, Sächsische Ziege et de races disparues. Il s'agit d'une volonté de regrouper les races brunes régionales.

## Morphologie
C'est une race de grande taille. La chèvre mesure environ 75 cm pour 65 kg et le bouc 85 cm pour 85 kg.

## Aptitudes
La Bunte Edelziege est élevée pour sa production laitière. Elle fait partie des meilleures races avec une moyenne de 1000 kg de lait à 3,5 % de matière grasse.